# Robert Foster (Schwimmer)
Robert Bagley Foster (* 22. Februar 1891 in Chicago; † 25. August 1960 in London, Vereinigtes Königreich) war ein US-amerikanischer Schwimmer.

## Karriere
Foster nahm 1908 an den Olympischen Spielen in London teil. Im Wettbewerb über 100 m Freistil scheiterte er im Vorlauf. Auch für den Wettkampf über 400 m Freistil war der Schwimmer gemeldet, trat dort aber nicht an.
Foster besuchte die Mercersburg Academy und arbeitete später für Colgate-Palmolive.
Im Januar 1936 heiratete er die Tänzerin Barbara Newberry (1910–1986), ein Mitglied der Ziegfeld-Truppe, die in den zeitgenössischen Zeitungen als die „Frau mit den schönsten Beinen der Welt“ bezeichnet wurde.